# Lullaby (песня Cure)
«Lullaby» («Колыбельная») — песня группы The Cure c альбома Disintegration. Она была выпущена ведущим синглом с этого альбома в 1989 году.

## Сюжет песни
По данным сайта Songfacts,
[Песня] основана на кошмаре, который неоднократно снился Роберту Смиту в детстве. [В нём] его съедал гигантский паук. Смит говорит, что эта песня о боязни сна.
По словам Роберта Смита, в детстве отец пел ему на ночь колыбельные с трагическим концом. «Там обычно было что-то вроде „Теперь засыпай, милое дитя“, — рассказывал он, А потом {неожиданная] кода в стиле: „А то вовсе не проснёшься“ англ. There would be something like „Sleep now, pretty baby,“ and then there’d be an „Or you won’t wake up at all“ coda to the song.

## Видеоклип
Видеоклип к песне «Lullaby» был снят постоянным режиссёром группы Тимом Поупом. Видео было вдохновлёно дебютным фильмом ужасов режиссёра Дэвида Линча «Голова-ластик», вышедшим на экраны в 1977 году. В клипе Смит предстает в двух ролях — паука и его жертвы, оплетённой в кровати паутиной.
Видеоклип был отмечен премией BRIT Award 1990 года в категории „Музыкальное видео“.

## Список композиций
В США «Lullaby» вышла не первым, а вторым синглом, так как лейбл Elektra Records — американский представитель The Cure — решила для продвижения альбома Disintegration выпустить сингл «Fascination Street», укомплектовав его би-сайдами с британского издания «Lullaby». Поэтому для американского издания были взяты живые исполнения песен «Homesick» и «Untitled», впоследствии изданные на концертном альбоме Entreat.

### 7»: Fiction / FISC 29 (UK)
1. «Lullaby» (remix) — 4:08
2. «Babble» — 4:16

### 7": Elektra / 7-69249 (US)
1. «Lullaby» (remix)
2. «Homesick» (live version)

- also released on cassette (9 46924-9)

### 12": Fiction / ficx 29 (UK)
1. «Lullaby» (extended remix)
2. «Babble»
3. «Out of Mind»

### 12": Elektra / 0 66664 (US)
1. «Lullaby» (extended remix)
2. «Homesick» (live version)
3. «Untitled» (live version)

### CD: Fiction / ficcd 29 (UK)
1. «Lullaby» (remix)
2. «Babble»
3. «Out of Mind»
4. «Lullaby» (extended remix)

- gatefold 3" CD

### CD: Elektra / 9 66664-2 (US)
1. «Lullaby» (remix)
2. «Lullaby» (extended remix)
3. «Homesick» (live version)
4. «Untitled» (live version)

## Приём публики
Эта песня и по сей день остаётся наиболее успешной песней группы в британском сингловом чарте (UK Singles Chart) — она поднялась в нём на самое высокое в истории группы 5 место.
В США песня достигла 74 места в «Горячей сотне» журнала Билборд (Billboard Hot 100).